# ژرژ اندره
ژرژ اندره (انگلیسی: Georges André؛ ۲۶ ژوئیهٔ ۱۸۷۶ – ۱۹ مارس ۱۹۴۵) ورزشکار بابسلد اهل فرانسه بود.
وی در مسابقات کشوری و بین‌المللی در مجموع برندهٔ ۱ مدال برنز شده‌است.